# MacBeth Sibaya
Ntuthuko MacBeth-Mao Sibaya, född 25 november 1977 i Durban, Sydafrika, är en sydafrikansk före detta fotbollsspelare som spelade för Rubin Kazan i Ryska Premier League och för Sydafrikas landslag.

## Karriär
Sibaya har tidigare spelat för III. Kerületi i Ungern samt Jomo Cosmos i Sydafrika och Rosenborg i Norge.

## Internationell karriär
Sibaya är ordinarie i Sydafrikas landslag och har spelat 58 landskamper. Han var en del av den slutliga trupperna vid VM 2002 och VM 2010.

## Utmärkelser
Rubin Kazan
- Ryska Premier League: 2008, 2009
- Ryska Super Cup: 2010
- CIS Cup: 2010
- La Manga Cup: 2010